# Одриосола, Микель
Микель Одриосола Домингес (исп. Mikel Odriozola Domínguez; род. 25 мая 1973, Рентериа, Страна Басков) — испанский легкоатлет, специалист по спортивной ходьбе. Выступал за сборную Испании по лёгкой атлетике в 1997—2016 годах, победитель Кубка мира в командном зачёте, обладатель бронзовой медали командного чемпионата мира, многократный победитель и призёр первенств национального значения, участник трёх летних Олимпийских игр.

## Биография
Микель Одриосола родился 25 мая 1973 года в муниципалитете Рентерия провинции Гипускоа.
Впервые заявил о себе в лёгкой атлетике на международном уровне в сезоне 1997 года, когда вошёл в состав испанской национальной сборной и выступил на Кубке мира по спортивной ходьбе в Подебрадах, где в занял в ходьбе на 50 км 48-е место.
В 1998 году в той же дисциплине стал четвёртым на чемпионате Европы в Будапеште.
В 1999 году в ходьбе на 50 км занял 23-е место на Кубке мира в Мезидон-Канон, тогда как в дисциплине 20 км был 18-м на домашнем чемпионате мира в Севилье.
Благодаря череде удачных выступлений удостоился права защищать честь страны на летних Олимпийских играх 2000 года в Сиднее — на дистанции 50 км показал результат 3:59:50, расположившись в итоговом протоколе соревнований на 24-й строке.
В 2001 году на Кубке Европы в Дудинце занял 27-е место в личном зачёте 20 км, на чемпионате мира в Эдмонтоне стал 15-м в ходьбе на 50 км.
На чемпионате Европы 2002 года в Мюнхене был дисквалифицирован в ходе прохождения дистанции в 50 км.
В 2003 году показал 14-й результат на дистанции 50 км на чемпионате мира в Париже.
На Кубке мира 2004 года в Наумбурге не финишировал.
На чемпионате мира 2005 года в Хельсинки был снят с дистанции 50 км, получив дисквалификацию. В этом сезоне установил свои личные рекорды в ходьбе на 20 и 50 км — 1:23:20 и 3:41:47 соответственно.
В 2006 году на домашнем Кубке мира в Ла-Корунье финишировал четвёртым в личном зачёте 50 км и тем самым помог своим соотечественникам выиграть командный зачёт. На последовавшем чемпионате Европы в Гётеборге пришёл к финишу пятым.
На чемпионате мира 2007 года в Осаке стал шестым.
В 2008 году на Кубке мира в Чебоксарах был четвёртым и третьим в личном и командном зачётах. На Олимпийских играх в Пекине в ходьбе на 50 км показал время 3:51:30 и занял итоговое 13-е место.
В 2009 году на Кубке Европы в Меце стал пятым и вторым в личном и командном зачётах 50 км. На чемпионате мира в Берлине занял 26-е место.
В 2010 году финишировал 11-м на Кубке мира в Чиуауа, в то время как на чемпионате Европы в Барселоне сошёл с дистанции.
На чемпионате мира 2011 года в Тэгу был дисквалифицирован.
В 2012 году занял 32-е место на Кубке мира в Саранске. Выполнив олимпийский квалификационный норматив (3:59:00), благополучно прошёл отбор на Олимпийские игры в Лондоне — на сей раз в программе ходьбы на 50 км показал результат 4:08:16 и разместился на 41-й позиции.
После лондонской Олимпиады Одриосола остался действующим спортсменом на ещё один олимпийский цикл и продолжил принимать участие в крупнейших международных стартах. Так, в 2013 году он отметился выступлением на Кубке мира в Дудинце, где в дисциплине 50 км занял 19-е место.
В 2014 году показал 28-й результат на Кубке мира в Тайцане.
В 2016 году на впервые проводившемся командном чемпионате мира по спортивной ходьбе в Риме занял 14-е место в личном зачёте 50 км и стал бронзовым призёром командного зачёта. По окончании сезона завершил спортивную карьеру.